# Steinbier
Steinbier é um tipo de cerveja.
Para sua produção a temperatura do mosto é elevada por intermédio de pedras previamente aquecidas, mergulhadas no mesmo. Após o resfriamento posterior as pedras, sobre as quais os açúcares do mosto foram caramelizados, seguem juntas à mistura para a fermentação. O açúcar caramelizado é dissolvido na mistura e então fermentado, originando o sabor típico da Steinbier.
A Steinbier é mais facilmente encontrável no sul da Alemanha, em Baden-Württemberg e Francônia, e foi o tipo de cerveja mais comum na Caríntia no início do século XX. Desde 2007 a Cervejaria Leikeim de Altenkunstadt é uma das poucas cervejarias europeias a produzir novamente Steinbier.